# 10716 Olivermorton
10716 Olivermorton è un asteroide della fascia principale. Scoperto nel 1983, presenta un'orbita caratterizzata da un semiasse maggiore pari a 2,6707632 UA e da un'eccentricità di 0,1186780, inclinata di 9,80524° rispetto all'eclittica.